# Edwardsia scabra
Edwardsia scabra is een zeeanemonensoort uit de familie Edwardsiidae. De anemoon komt uit het geslacht Edwardsia. Edwardsia scabra werd in 1882 voor het eerst wetenschappelijk beschreven door Marion. 